# Zdzisław Bromek
Zdzisław Bromek (ur. 18 listopada 1945 w Krakowie) – polski wioślarz, olimpijczyk.
Startował w różnych osadach, ale największe sukcesy odniósł w jedynkach (skifie). Startował w tej konkurencji na igrzyskach olimpijskich w 1968 w Meksyku, gdzie dostał się do finału B, który wygrał i tym samym został sklasyfikowany na 7. miejscu.
Trzykrotnie uczestniczył w mistrzostwach świata: w 1970 w St. Catharines w Kanadzie zajął 10. miejsce w jedynkach, w 1974 w Lucernie 7. miejsce w czwórkach podwójnych, a w 1975 w Nottingham 11. miejsce, także w czwórkach podwójnych. Cztery razy brał udział w mistrzostwach Europy: w jedynkach w 1967 w Vichy (12. miejsce), w 1969 w Klagenfurcie (10. miejsce) i w 1973 w Moskwie (odpadł w repasażach), a także w dwójkach podwójnych w 1971 w Kopenhadze (z Romanem Kowalewskim, 11. miejsce).
Był ośmiokrotnym mistrzem Polski w jedynkach w latach 1968, 1969, 1970, 1971, 1972, 1973, 1974 i 1976.
Startował w barwach AZS Kraków. Jest magistrem inżynierem, absolwentem Akademii Górniczo-Hutniczej w Krakowie.
Obecnie osiąga sukcesy jako trener grup młodzieżowych w klubie AZS AWF Kraków sekcji wioślarskiej